# Norman Bottomley
Sir Norman Bottomley KCB, CIE, DSO, AFC (* 18. September 1891 in Yorkshire; † 13. August 1970) war ein britischer Offizier der Royal Air Force (RAF), zuletzt Air Chief Marshal. Von 1947 bis 1948 war er Generalinspekteur der britischen Luftwaffe.

## Leben
Bottomley studierte an der Universität in Rennes. Nach Beginn des Ersten Weltkriegs wurde er als 2nd Lieutenant ins East Yorkshire Regiment aufgenommen, bevor er 1915 in das Royal Flying Corps, den Vorläufer der Royal Air Force, wechselte, wo er als Ausbilder tätig war.
Nach dem Krieg erhielt er einen permanenten Rang als Captain in der RAF. Er besuchte in der Zwischenkriegszeit das RAF Staff College und das Imperial Defence College. Ab 1934 befehligte er eine Fliegergruppe in Britisch-Indien. 1938 trat er in das RAF Bomber Command über, in dem er zunächst als Senior Air Staff Officer tätig war. Im November 1940 wurde er kommandierender Offizier der No. 5 Bomber Group und im Juni des folgenden Jahres stellvertretender Chef des Luftwaffenstabes (Deputy Chief of the Air Staff), einer der höchsten Posten in der RAF. Zwischen Mai 1942 und Juli 1943 lautete seine Dienststellenbezeichnung Assistant Chief of the Air Staff (Operations).
Nach dem Kriegsende wurde er im September 1945 Nachfolger von Arthur Harris als Oberbefehlshaber des Bomber Command und im Januar 1947 Generalinspekteur der Royal Air Force, nahm aber bereits 1948 seinen Abschied. Anschließend war er bis 1956 als Director of Administration bei der BBC tätig.